# Célio de Oliveira (soldado)
Célio de Oliveira (Florianópolis, 9 de setembro de 1965 – Biguaçu, 22 de fevereiro de 1994) foi um soldado e motorista de ronda da Polícia Militar de Santa Catarina (PMSC) que se destacou por seu ato heroico durante uma enchente na região. Ele sacrificou sua vida para salvar quinze pessoas que estavam ilhadas pelas águas no bairro rio Caveiras. Em reconhecimento ao seu ato de bravura, Célio recebeu diversas homenagens póstumas como medalha de mérito da PMSC, uma praça e uma rua batizadas com o seu nome na cidade de Biguaçu, onde ele atuou como policial militar. 

## Vida Pessoal
Célio de Oliveira nasceu em 9 de setembro de 1965, em Florianópolis, Santa Catarina. Era o quinto filho do casal Lino de Oliveira, policial militar reformado e Neli Arnalda Vicente. Estudou nas escolas EEB Professor Alexandre Sergio Godinho, EEB Professor José Brasilicio e EEM Professora Maria da Gloria V de Faria. Em 01 de julho de 1987, casou-se com Maristela Elias, com quem teve um filho, Lucas Vinicius de Oliveira.

## Enchentes e atos de heroísmo
Em 22 de fevereiro de 1994, uma forte chuva causada por um ciclone repentino alagou diversas casas e deixando dezenas de pessoas desabrigadas na região da Grande Florianópolis. Célio, que trabalhava como motorista de rondas ostensivas, não hesitou em se voluntariar para ajudar as vítimas. Atuando durante a madrugada, andou pela cidade de Biguaçu auxiliando quinze pessoas que estavam presas pelas águas em suas residências. No entanto, ao tentar socorrer mais uma pessoa que gritava por ajuda, ele foi arrastado pela correnteza e se afogou. Seu corpo foi encontrado no dia seguinte na margem do rio.
Célio já havia demonstrado sua coragem e altruísmo em outra ocasião, quando participou do socorro às vítimas da enxurrada de 1992 em Biguaçu. Sua morte provocou indignação entre os moradores que ele havia socorrido, que criticaram a falta de ação das autoridades para evitar o alagamento do rio na BR-101.
O velório de Oliveira foi realizado na Igreja Nossa Senhora dos Navegantes, onde familiares, amigos e colegas de farda se despediram dele. No cemitério São João Evangelista, ele recebeu as honras militares, como a chegada do corpo em um carro de bombeiros, o toque de silêncio do corneteiro da Polícia Militar e uma salva de tiros em sua memória.

## Homenagens Póstumas
Após o falecimento e apuração do inquérito, a câmara municipal de Biguaçu aprovou o projeto de lei 05/1994, para criação de uma rua com seu nome ainda em 1994. Posteriormente em 2006, por meio do projeto de lei nº 01/2006 que depois é transformado na lei municipal nº 2264 de 30 de março de 2006, é aprovada a construção de uma praça poliesportiva no lugar do córrego que resultou no falecimento do PM.